# テル・ケル
『テル・ケル』（Tel Quel、「あるがまま」の意）は、1960年にフィリップ・ソレルスらフランスの若手作家によって創刊された季刊の前衛文学雑誌および叢書。スイユ出版社から刊行。ヌーヴォー・ロマンの作家やその先駆とされるフランシス・ポンジュ、アントナン・アルトーの作品、次いで構造主義の文学論、さらにポスト構造主義の思想など新しい思想や実験的な作品を紹介し続けた。文化大革命に対する意見の不一致から内部対立が生じ、辞任した作家らは『シャンジュ』、『ポエティック』など別の雑誌・叢書を創刊。1982年に終刊となり、ソレルスを中心とする編集部は新たに『ランフィニ』誌を創刊し、ドノエル出版社から刊行。現在はガリマール出版社から刊行されている。

## 概要
1960年創刊時の『テル・ケル』誌の編集委員はソレルス、ジャン＝ルネ・ユグナン、ジャン＝エデルン・アリエであったが、翌1961年に『公園』によりメディシス賞を受賞したソレルスが、以後主導的な役割を担い、1962年にソレルス、ジャン＝ピエール・ファイユ、マルスラン・プレネ、ジャクリーヌ・リセ、ジャン・リカルドゥー、ドゥニ・ロッシュ、ジャン・チボードーによって新しい編集委員会が結成され、まもなく、ジュリア・クリステヴァも参加した。
フランス語で「あるがまま」を意味する「テル・ケル（tel quel）」は、世界を「あるがままに」肯定するとしたニーチェの言葉（フランス語訳で « Je veux le monde et le veux TEL QUEL » ）に由来する。
当初の思想的な立場は、サルトルとボーヴォワールが1945年に創刊した左派の政治・哲学・文学雑誌『レ・タン・モデルヌ』と、文壇の大御所ジャン・ポーランが率いる『新フランス評論』の間に位置づけられる。フランス共産党の思想を支持していたが、中国の文化大革命をめぐって意見が対立。共産党を批判し、毛沢東主義を支持した。
この結果、ジャン＝ピエール・ファイユは1967年に編集委員を辞任し、翌1968年に雑誌『シャンジュ（変化）』を創刊。ジャック・ルーボーらが参加した。同じく「テル・ケル」を離れた批評家・文学理論家のジェラール・ジュネットは1970年にツヴェタン・トドロフとともに文学理論・研究雑誌『ポエティック』および叢書を創刊、フェミニズム批評家のエレーヌ・シクスーも編集に参加した。
上記以外の主な担い手はフランシス・ポンジュ、ロラン・バルト、ジャック・デリダ、ミシェル・フーコー、ジャック・ラカンらであったが、バルトが1980年、ラカンが1981年と相次いで死去したことが一つの転機になったとソレルスは言う。また、『テル・ケル』の終刊から『ランフィニ』の創刊への移行は、1981年に句読点のないモノローグの流れが300ページも続く実験的な小説『楽園（Paradis）』をスイユ社から発表したソレルスが、2年後の1983年には比較的「古典的な」描写による心理的な小説『女たち』をガリマール社から発表したのと軌を一にしていた。

## 関連書籍
- 阿部静子『「テル・ケル」は何をしたか: アヴァンギャルドの架け橋』慶應義塾大学出版会、2011年